# Obelisco del meridiano de París
El obelisco del meridiano de París es un monumento conmemorativo erigido en San Martín-du-Tertre, en Francia.

## Descripción
El obelisco se erige en el centro de San Martín-du-Tertre, en Valle del Oise, cerca del ayuntamiento. Es un monumento de unos 3 m de altura, hecho de piedra, con una forma sencilla: un paralelepípedo alargado rematado por una pirámide.
En la parte superior del obelisco cuenta con un grabado, la inscripción es: «Estación astronómica adscrita a la red geodésica del meridiano de Francia, 1866-1885».
Aunque está vinculado al meridiano de París, el obelisco no está situado exactamente en su línea, sino a 800 m al este. Forma parte de la Red Geodésica Francesa.

## Historia
En el siglo XVIII, Saint-Martin-du-Tertre fue utilizado para medir el meridiano de París por César-François Cassini de Thury y Nicolas-Louis de Lacaille, y después por Jean-Baptiste Joseph Delambre y Pierre Méchain. Un primer monumento fue erigido por orden de Luis XV en 1736. El monumento actual data de 1885.